# Église Saint-Martin de Saint-Martin-Rivière
L'église Saint-Martin est une église située à Saint-Martin-Rivière, dans le département de l'Aisne, en France.

## Localisation
L'église est située sur la commune de Saint-Martin-Rivière, dans le département de l'Aisne.

## Historique
Inscrite à l'Inventaire général du patrimoine culturel depuis 1990.